# Arnold Joseph Toynbee
Arnold Joseph Toynbee (14. dubna 1889 Londýn – 22. října 1975 tamtéž) byl vlivný britský univerzální historik, teoretik a filosof dějin a autor monumentálního díla A study of history (12 svazků, 1934–1961), srovnávací studie velkých civilizací.

## Život a dílo
Narodil se v prominentní intelektuální rodině, jeho strýc Arnold Toynbee (1852–1883) byl významný historik hospodářství a tvůrce pojmu „průmyslová revoluce“. A. J. Toynbee studoval historii ve Winchesteru, v Heidelbergu a v Oxfordu a pak pracoval pro britské Ministerstvo zahraničí jako odborný poradce, zejména v období obou světových válek. Roku 1919 se zúčastnil mírové konference ve Versailles, pak byl profesorem dějin Byzance na londýnské univerzitě, od roku 1924 profesorem mezinárodních dějin na London School of Economics (LSE) a kromě toho vedoucím výzkumného oddělení Královského institutu pro mezinárodní záležitosti (Chatham House) a v letech 1943–1946 ředitelem výzkumného odboru Foreign Office.
Zabýval se nejprve konflikty na Blízkém Východě, zejména genocidou Arménů v Turecku, německými zločiny za války v Belgii a ve Francii, práce pro Ministerstvo zahraničí jej vedla k úvahám o „globální“ světové historii a politice. Toynbee je jedním z prvních myslitelů globalizace, ústupu Evropy z centra dějin a kritikem eurocentrismu. Jiné světové civilizace, zejména asijské, si zaslouží samostatnou pozornost a nedají se chápat jen ze stanoviska evropské historie. V šedesátých letech se věnoval obecným otázkám světové politiky a budoucnosti lidstva, včetně otázek ekologických a náboženských. V posledních letech se přiklonil k buddhismu.
Díky zkrácenému vydání jeho velkého díla o světových dějinách, které zpracoval americký historik D. C. Somervell (1946, 1957 a 1960), se jeho myšlenky velmi rozšířily zejména v USA, takže se Toynbee stal „kultovním autorem“ šedesátých let. Roku 1972 publikoval s Jane Caplanovou vlastní zkrácené a ilustrované vydání v jednom svazku. Ačkoli byl zejména historiky ostře kritizován, mimo jiné za to, že jeho myšlení přispělo k rozpadu britského impéria, jeho myšlenky měly velký vliv zejména na dějiny kultury (např. José Ortega y Gasset, Ernst Robert Curtius) i na myšlení o lidstvu a jeho osudech, minulých i budoucích (Pitirim Sorokin, Samuel Huntington aj.). Na Toynbeeho podnět kriticky navazují srovnávací dějiny civilizací. Z českých autorů vychází z Toynbeeho zejména sociolog a historik Jaroslav Krejčí ml.

## A Study of History
Toynbeeho životní dílo, "Studium dějin", je odvážný pokus uchopit novým způsobem celek dějin lidstva a pochopit jeho zákonitosti, a to srovnávacím studiem různých civilizací. Jeho závěry lze v jednotlivostech právem kritizovat, jeho metoda je však stále zajímavá. Toynbee navázal na autory, kteří se snažili podat celkový obraz vývoje velkých civilizací, zejména na staršího britského historika E. Gibbona, který popsal vzestup a pád starověké Římské říše, a na německého filosofa O. Spenglera a jeho dílo Zánik Západu (1918).
Toynbee také kritizuje národní dějiny, jak vznikly v 19. století, neboť zejména evropské národy se tak silně navzájem ovlivňovaly, že dějiny jednotlivého národa nedávají smysl. Jednotkou studia dějin tak musí být širší celky čili civilizace, kterých Toynbee napočítal 21. Civilizace však není přírodní skutečnost, jak se domníval Spengler, a její dějiny nejsou předem určeny cyklem růstu, dospělosti a úpadku. Civilizaci zakládají tvořivé menšiny (creative minority), které objeví úspěšnou odpověď na nějakou výzvu (challenge) dané situace. Výzvy mohou být fyzické, jako přírodní poměry a jejich změny, ale mohou být i kulturní, střetnutí s jinou civilizací a podobně. Sumerská i egyptská civilizace si dokázaly poradit s nepříznivým přírodním prostředím (záplavy, močály) a naopak je využily ve svůj prospěch.
Tvořivá menšina vytvoří kulturu, která dokáže této výzvě čelit, a upevní ji vhodnými institucemi, zprvu často náboženskými. Civilizace roste, dokud její tvořivá menšina nachází účinné odpovědi (response) na výzvy situace (challenge), neboť její řešení přitahují napodobivou většinu vlastní společnosti i okolní lidské skupiny, jež se k dané civilizaci připojují. Tak když římská civilizace v císařské době dokázala rozšířit pojem občanství, přidávaly se k ní ochotně i řecké obce a impérium se šířilo nejen násilím. Jakmile však tvořivé menšině „dojde dech“, začne uvnitř donucovat většinu k poslušnosti a navenek se musí uzavírat a bránit. Tak se z tvořivé menšiny stává menšina panující (dominant minority), vzniká vnitřní a vnější proletariát, který civilizaci cítí jako útisk, a to je začátek jejího konce. Civilizace vyčerpává své síly na obranu například římské hranice (limes) nebo na budování čínské zdi. „Civilizace zanikají sebevraždou, nikoli vraždou.“
Vedle úspěšných civilizací, které se dokázaly rozvinout, nachází Toynbee i celou řadu civilizací nezdařených čili „abortivních“, které vznikly v podmínkách příliš nepříznivých, takže se rozvinout nemohly. Tak raně středověký náběh irské civilizace narazil na komunikační překážky a disponoval s příliš malými prostředky než aby se mohl prosadit.
V období úpadku určité civilizace však v ní může vzniknout univerzální náboženství a univerzální církev, která její nejlepší kulturní výsledky může uchovat a přenést do civilizace nástupnické, jež na ni naváže. Tak mohla křesťanská církev přenést kulturní bohatství antické civilizace do nástupnických civilizací západní a východní Evropy tím, že integrovala barbarské kmeny do jediného náboženského společenství. Toynbee tak nachází v dějinách různých civilizací celou řadu společných rysů, o něž se jeho metoda opírá.